# ديلو (متصفح ويب)
دبلو  (بالإنجليزية: dillo)‏ هو متصفح وب مجاني تمت كتابته بلغة سي ويعمل باطار
إف إل تي كيه مخصص للأجهزة القديمة وذات الإمكانيات المحدودة ستجده في التوزيعات لينكس المخصصة لهذه الأغراض (ميني لينكس)